# إريك جرين
إريك جرين (بالإنجليزية: Erick Green) مواليد 9 مايو 1991، هو لاعب كرة سلة أمريكي يلعب مع فريق دنفر ناغتس في الرابطة الوطنية لكرة السلة ويحمل الرقم 11. يبلغ طوله 6 قدم 3 بوصة (1.9 م).

## فرق لعب لها
- دنفر ناغتس

## روابط خارجية
- إريك جرين على موقع الدوري الأوروبي لكرة السلة (الإنجليزية)
- إريك جرين على موقع إن بي أي (الإنجليزية)
- إريك جرين على موقع سبورتس رفرنس (الإنجليزية)
- إريك جرين على موقع الدوري الإسباني لكرة السلة (الإسبانية)
- إريك جرين على موقع كرة السلة الأوروبية.كوم (الإنجليزية)
- إريك جرين على موقع إي إس بي إن.كوم (الإنجليزية)
- إريك جرين على موقع كلية كرة السلة في سبورتس رفرنس.كوم (الإنجليزية)
- إريك جرين على موقع ريلجم (الإنجليزية)
- إريك جرين على موقع بروبوليرز (الإنجليزية)
- إريك جرين على موقع سبورتس رفرنس (الإنجليزية)